# Grasbergmijn

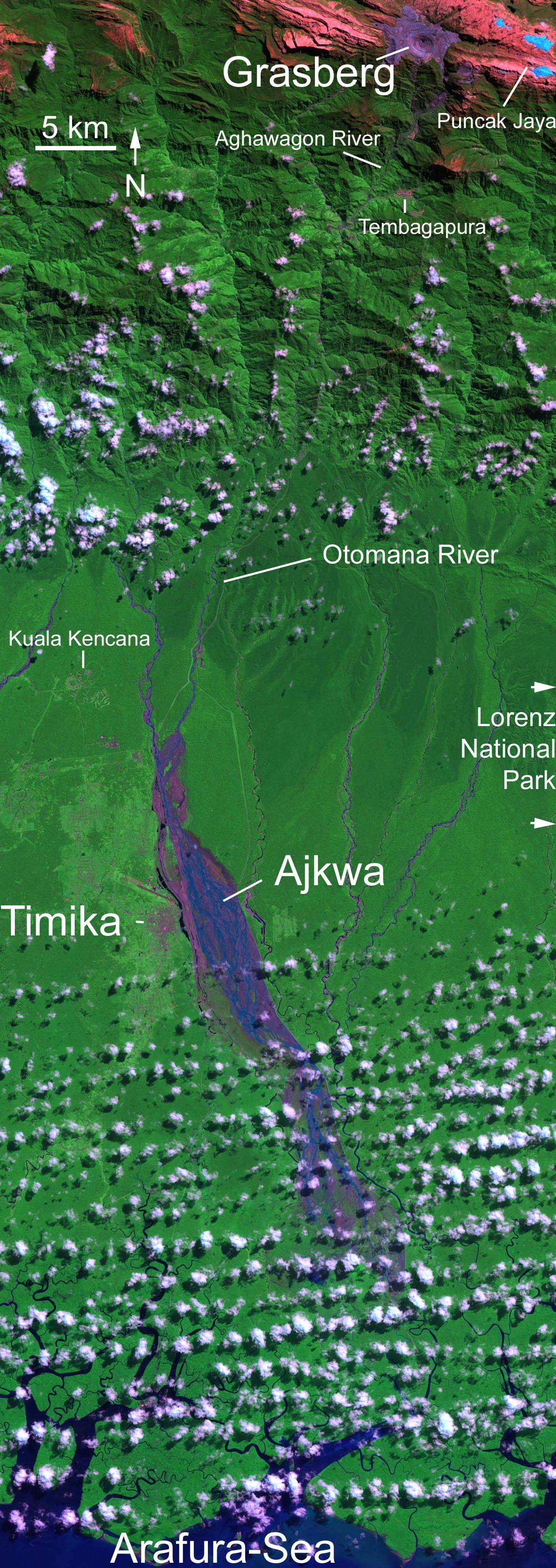
Freeports concessiegebieden (2003)

De Grasbergmijn is de omvangrijkste goudmijn en op twee na grootste kopermijn ter wereld. De mijn is gesitueerd in Indonesische provincie Papoea. De mijn bevindt zich op de Grasberg in de nabijheid van de Ertsberg, waar eveneens een mijn wordt geëxploiteerd.
De meerderheid van de mijn (67,3%) is in handen van de Amerikaanse mijnbouwgroep Freeport-McMoRan. Via een volle dochtermaatschappij, PT Indocopper Investama Corporation, bezit zij nog eens 9,3% van de mijn. De Indonesische overheid bezit 9,3% en Rio Tinto Group 13% van de mijn.
Rond de mijn is het milieu ernstig vervuild. Het Indonesisch Nationaal Leger zorgt voor de bewaking van de mijn, maar doet er legaal en illegaal goede zaken mee. Dit zorgt voor spanningen met de inheemse Papoea-bevolking. Zij zien hun land en rivieren vervuild raken en krijgen voor - wat zij zien als - hun bodemschatten niets terug .

## Geschiedenis
De Nederlandse geoloog Jean Jacques Dozy ontdekte de nabijgelegen Ertsberg in 1936 toen hij deel uitmaakte van de 2e Carstensz-expeditie en werkzaam was voor Nieuw Guinea Petroleum Maatschappij (NNGPM), een exploitatiemaatschappij die in 1935 was opgericht door Koninklijke Nederlandse Petroleum Maatschappij (40%), Standard Vacuum Oil (Mobil) (40%) en Far Pacific Investments (20%).

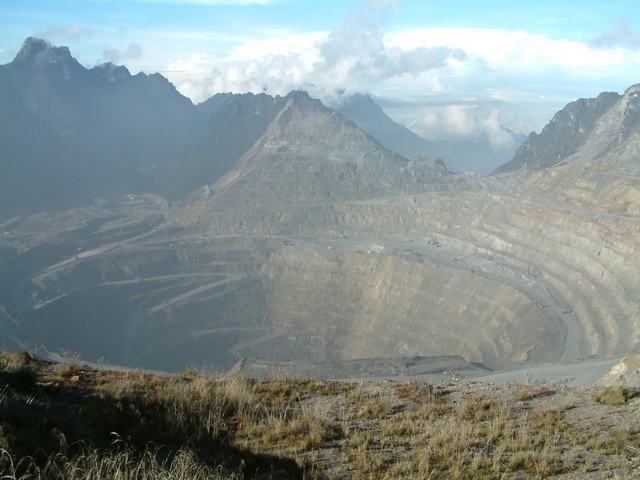
De Grasbergmijn

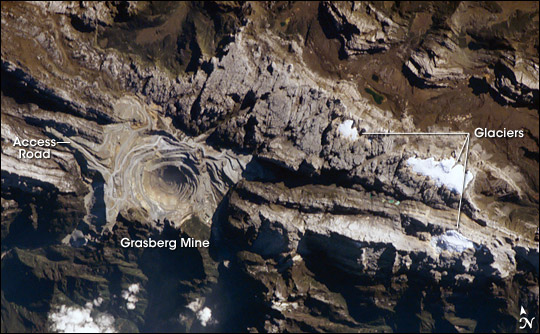
De Grasbergmijn gezien vanuit de ruimte

- Virtual International Authority File: 315171268